# 1982년 아시안 게임 남예멘 선수단
남예멘은 1982년 11월 19일에서 12월 4일까지 인도 뉴델리에서 열린 제9회 아시안 게임에 선수단을 파견했다.